# Canton de Darnétal
Le canton de Darnétal est une circonscription électorale française située dans le département de la Seine-Maritime et la région Normandie.
À la suite du redécoupage cantonal de 2014, les limites territoriales du canton sont remaniées. Le nombre de communes du canton passe de 19 à 15.

## Géographie
Ce canton est organisé autour de Darnétal dans l'arrondissement de Rouen. Son altitude varie de 13 m (Darnétal) à 183 m (Le Héron) pour une altitude moyenne de 117 m.

## Histoire
- De 1833 à 1848, les cantons de Boos et de Darnétal avaient le même conseiller général. Le nombre de conseillers généraux était limité à 30 par département.

## Représentation

### Conseillers généraux de 1833 à 2015
| Période         | Période          | Identité                                      | Étiquette              | Qualité |
| --------------- | ---------------- | --------------------------------------------- | ---------------------- | --- |
| 1833            | 1839             | Honoré Cuvelier (1790-1854)                   |                        | Négociant, propriétaire Maire de Darnétal                                                                                            |
| 1839            | 1848             | Frédéric Baudry                               |                        | Propriétaire à La Neuville-Chant-d'Oisel                                                                                             |
| 1848            | 1853 (décès)     | Baron Alexandre Boullenger                    |                        | Ancien Procureur à Rouen Propriétaire, maire de Saint-Denis-le-Thiboult                                                              |
| 1853            | 1861             | A. Davranche                                  |                        | Propriétaire à Rouen |
| 1861            | 1864             | Jacques Debooz (1788-1867)                    | Bonapartiste           | Colonel d'artillerie en retraite, Servaville                                                                                         |
| 1864            | 1871             | Baron Alexandre Le Painturier de Guillerville |                        | Maire de Roncherolles-sur-le-Vivier                                                                                                  |
| 1871            | 1904             | Richard Pendrell Waddington                   | Un.Rép.                | Directeur de filatures à Saint-Rémy-sur-Avre Juge au Tribunal de commerce de Rouen Député (1876-1891) Sénateur (1891-1913)           |
| 1904            | 1925 (décès)     | Georges Lormier                               | Rad. puis Nationaliste | Avocat, maire de Roncherolles-sur-le-Vivier Propriétaire du château de Guillerville                                                  |
| 1925            | 1934             | Edmond Blondel                                | RG                     | Industriel, maire de Bois-Guillaume Député (1928-1932)                                                                               |
| 1934            | 1940             | Alfred Duthil                                 | URD                    | Maire de Darnétal (1936-?), conseiller d'arrondissement                                                                              |
|                 |                  |                                               |                        | |
| 1945            | 1949             | Henri Savale                                  | Rad.                   | Comptable Maire de Darnétal (1945-1971) Député (1952-1955) Ancien conseiller d'arrondissement (révoqué par le Gouvernement de Vichy) |
| 1949            | 1955             | François Codet                                | RPF puis RS            | Entrepreneur de travaux publics Maire de Bois-Guillaume Député (mai à octobre 1962)                                                  |
| 1955            | 1965 (démission) | André Levillain                               | dvd puis UNR           | |
| 14 février 1965 | 1971 (décès)     | Henri Savale                                  | dvg puis FGDS          | Maire de Darnétal (1945-1971) |
| 1971            | 1985 (décès)     | Pierre Damamme                                | Rad. puis UDF-Rad.     | Médecin Député (1974-1978), Maire de Darnétal (1971-1977)                                                                            |
| 1985            | 1998             | Geneviève Preterre                            | UDF                    | Retraitée, Maire de Darnétal (1995-2008), Députée suppléante d'Henri Colombier (1978-1981)                                           |
| 1998            | 2011             | Nicolle Rimasson                              | PS                     | Retraitée de l'enseignement Maire de Saint-Léger-du-Bourg-Denis (1991-2014)                                                          |
| 2011            | 2015             | Jacques-Antoine Philippe                      | PS                     | Cadre supérieur du secteur privé Conseiller municipal de Darnétal                                                                    |

### Conseillers d'arrondissement (de 1833 à 1940)
| Période                                  | Période | Identité                             | Étiquette           | Qualité |
| ---------------------------------------- | ------- | ------------------------------------ | ------------------- | --- |
| 1833                                     | 1836    | M. Clomesnil                         |                     | Adjoint au maire de Darnétal                                                                                |
| 1836                                     | 1842    | Benjamin Durécu (1787-1871)          |                     | Fabricant de drap et rentier à Longpaon, Darnétal                                                           |
| 1842                                     | 1848    | M. Poignant                          |                     | |
| 1848                                     | 1861    | M. Coquerel                          |                     | Suppléant de la justice de paix                                                                             |
| 1861                                     | 1867    | Alphonse Le Bœuf d'Osmoy (1805-1869) |                     | Maire d'Auzouville-sur-Ry, ancien garde du corps du Roi Charles X                                           |
| 1867                                     | 1871    | Lucien Fromage (1820-1893)           |                     | Manufacturier à Darnétal                                                                                    |
| 1871                                     | 1877    | Urbain François Patrelle (1821-1911) | Monarchiste         | Administrateur des biens du Marquis de Pomereu, puis rentier, maire du Héron                                |
| 1877                                     | 1895    | Charles Benner (1821-1903)           | Républicain         | Manufacturier puis rentier, ancien maire de Darnétal                                                        |
| 1895                                     | 1901    | J. Rouland                           | Républicain         | Maire de Saint-Jacques-sur-Darnétal                                                                         |
| 1901                                     | 1907    | Désiré Louis Laigre                  | Républicain         | Propriétaire, maire de Darnétal                                                                             |
| 1907                                     | 1925    | Paul Richard                         | Républicain libéral | Médecin, conseiller municipal de Darnétal                                                                   |
| 1925                                     | 1934    | Alfred Duthil                        | Union républicaine  | Maire de Darnétal                                                                                           |
| 1934                                     | 1937    | Albert Morin                         | Républicain         | Maire de Ry                                                                                                 |
| 1937                                     | 1940    | Henri Savale                         | Rad.                | Comptable à Darnétal Révoqué par le Gouvernement de Vichy                                                   |
| 1940                                     |         |                                      |                     | Les conseils d'arrondissement ont été suspendus par la loi du 12 octobre 1940 et n'ont jamais été réactivés |
| Les données manquantes sont à compléter. |         |                                      |                     | |

### Conseillers départementaux à partir de 2015
| Période élective | Période élective | Mandat | Mandat   | Identité                 | Nuance | Nuance | Qualité                                                                                   |
| ---------------- | ---------------- | ------ | -------- | ------------------------ | ------ | ------ | ----------------------------------------------------------------------------------------- |
| 2015             | 2021             | 2015   | 2021     | Marylène Follet          |        | PS     | Ancienne adjointe au maire de Bonsecours, conseillère municipale (opposition) depuis 2020 |
| 2015             | 2021             | 2015   | 2021     | Jacques-Antoine Philippe |        | PS     | Conseiller municipal de Darnétal jusqu'en 2020                                            |
| 2021             | 2028             | 2021   | en cours | Laurent Grelaud          |        | HOR    | Maire de Bonsecours, membre d'Horizons                                                    |
| 2021             | 2028             | 2021   | en cours | Séverine Groult          |        | DVC    | Adjointe au maire de Darnétal                                                             |

### Résultats détaillés

#### Élections de mars 2015
À l'issue du 1er tour des élections départementales de 2015, trois binômes sont en ballottage : Marylène Follet et Jacques-Antoine Philippe (PS, 33,23 %), Christian Lecerf et Annie Prieur (DVD, 29,03 %) et Elizabeth Lalanne De Haut et Serge Lefebvre (FN, 26,45 %). Le taux de participation est de 50,4 % (13 940 votants sur 27 658 inscrits) contre 49,48 % au niveau départemental et 50,17 % au niveau national.
Au second tour, Marylène Follet et Jacques-Antoine Philippe (PS) sont élus avec 40,9 % des suffrages exprimés et un taux de participation de 50,61 % (5 474 voix pour 13 998 votants et 27 658 inscrits).

#### Élections de juin 2021
Le premier tour des élections départementales de 2021 est marqué par un très faible taux de participation (33,26 % au niveau national). Dans le canton de Darnétal, ce taux de participation est de 34,24 % (9 389 votants sur 27 421 inscrits) contre 32,19 % au niveau départemental. À l'issue de ce premier tour, deux binômes sont en ballottage : Laurent Grelaud et Séverine Groult (DVG, 37,76 %) et Benoît Anquetin et Marylène Follet (DVG, 33,89 %).
Le second tour des élections est marqué une nouvelle fois par une abstention massive équivalente au premier tour. Les taux de participation sont de 34,36 % au niveau national, 32,06 % dans le département et 34,72 % dans le canton de Darnétal. Laurent Grelaud et Séverine Groult (DVG) sont élus avec 53,25 % des suffrages exprimés (4 633 voix pour 9 522 votants et 27 426 inscrits),,. 

## Composition

### Composition avant 2015
Le canton de Darnétal regroupait 19 communes.
| Nom                        | Code Insee | Codepostal | Superficie (km2) | Population (dernière pop. légale) | Densité (hab./km2) |
| -------------------------- | ---------- | ---------- | ---------------- | --------------------------------- | ------------------ |
| Darnétal (chef-lieu)       | 76212      | 76160      | 4,93             | 9 418 (2012)                      | 1 910              |
| Auzouville-sur-Ry          | 76046      | 76116      | 7,98             | 660 (2012)                        | 83                 |
| Bois-d'Ennebourg           | 76106      | 76160      | 7,04             | 532 (2012)                        | 76                 |
| Bois-l'Évêque              | 76111      | 76160      | 7,21             | 500 (2012)                        | 69                 |
| Elbeuf-sur-Andelle         | 76230      | 76780      | 5,87             | 446 (2012)                        | 76                 |
| Fontaine-sous-Préaux       | 76273      | 76160      | 3,52             | 509 (2012)                        | 145                |
| Grainville-sur-Ry          | 76316      | 76116      | 5,38             | 441 (2012)                        | 82                 |
| Le Héron                   | 76358      | 76780      | 10,72            | 246 (2012)                        | 23                 |
| Martainville-Épreville     | 76412      | 76116      | 7,61             | 717 (2012)                        | 94                 |
| Préaux                     | 76509      | 76160      | 18,95            | 1 699 (2012)                      | 90                 |
| Roncherolles-sur-le-Vivier | 76536      | 76160      | 5,35             | 1 079 (2012)                      | 202                |
| Ry                         | 76548      | 76116      | 5,71             | 800 (2012)                        | 140                |
| Saint-Aubin-Épinay         | 76560      | 76160      | 9,83             | 1 001 (2012)                      | 102                |
| Saint-Denis-le-Thiboult    | 76573      | 76116      | 10,25            | 512 (2012)                        | 50                 |
| Saint-Jacques-sur-Darnétal | 76591      | 76160      | 16,71            | 2 587 (2012)                      | 155                |
| Saint-Léger-du-Bourg-Denis | 76599      | 76160      | 2,81             | 3 449 (2012)                      | 1 227              |
| Saint-Martin-du-Vivier     | 76617      | 76160      | 5,00             | 1 713 (2012)                      | 343                |
| Servaville-Salmonville     | 76673      | 76116      | 7,85             | 1 069 (2012)                      | 136                |
| La Vieux-Rue               | 76740      | 76160      | 5,51             | 522 (2012)                        | 95                 |

### Composition depuis 2015
Le canton comprend quinze communes entières.
| Nom                                 | Code Insee | Intercommunalité          | Superficie (km2) | Population (dernière pop. légale) | Densité (hab./km2) | Modifier                                    |
| ----------------------------------- | ---------- | ------------------------- | ---------------- | --------------------------------- | ------------------ | ------------------------------------------- |
| Darnétal (bureau centralisateur)    | 76212      | Métropole Rouen Normandie | 4,93             | 9 652 (2022)                      | 1 958              | modifier les données · modifier les données |
| Amfreville-la-Mi-Voie               | 76005      | Métropole Rouen Normandie | 3,94             | 3 280 (2022)                      | 832                | modifier les données · modifier les données |
| Les Authieux-sur-le-Port-Saint-Ouen | 76039      | Métropole Rouen Normandie | 4,53             | 1 210 (2022)                      | 267                | modifier les données · modifier les données |
| Belbeuf                             | 76069      | Métropole Rouen Normandie | 6,51             | 2 257 (2022)                      | 347                | modifier les données · modifier les données |
| Bonsecours                          | 76103      | Métropole Rouen Normandie | 3,76             | 6 444 (2022)                      | 1 714              | modifier les données · modifier les données |
| Fontaine-sous-Préaux                | 76273      | Métropole Rouen Normandie | 3,52             | 562 (2022)                        | 160                | modifier les données · modifier les données |
| Gouy                                | 76313      | Métropole Rouen Normandie | 4,97             | 893 (2022)                        | 180                | modifier les données · modifier les données |
| Quévreville-la-Poterie              | 76514      | Métropole Rouen Normandie | 4,68             | 1 036 (2022)                      | 221                | modifier les données · modifier les données |
| Roncherolles-sur-le-Vivier          | 76536      | Métropole Rouen Normandie | 5,35             | 1 255 (2022)                      | 235                | modifier les données · modifier les données |
| Saint-Aubin-Celloville              | 76558      | Métropole Rouen Normandie | 6,72             | 1 182 (2022)                      | 176                | modifier les données · modifier les données |
| Saint-Aubin-Épinay                  | 76560      | Métropole Rouen Normandie | 9,83             | 1 016 (2022)                      | 103                | modifier les données · modifier les données |
| Saint-Jacques-sur-Darnétal          | 76591      | Métropole Rouen Normandie | 16,71            | 3 134 (2022)                      | 188                | modifier les données · modifier les données |
| Saint-Léger-du-Bourg-Denis          | 76599      | Métropole Rouen Normandie | 2,81             | 3 665 (2022)                      | 1 304              | modifier les données · modifier les données |
| Saint-Martin-du-Vivier              | 76617      | Métropole Rouen Normandie | 5,00             | 1 678 (2022)                      | 336                | modifier les données · modifier les données |
| Ymare                               | 76753      | Métropole Rouen Normandie | 4,03             | 1 228 (2022)                      | 305                | modifier les données · modifier les données |
| Canton de Darnétal                  | 7606       |                           | 87,29            | 38 492 (2022)                     | 441                | modifier les données                        |

## Démographie

### Démographie avant 2015
| 1962   | 1968   | 1975   | 1982   | 1990   | 1999   | 2006   | 2011   | 2012   |
| ------ | ------ | ------ | ------ | ------ | ------ | ------ | ------ | ------ |
| 18 392 | 19 922 | 22 365 | 23 611 | 25 234 | 25 812 | 27 242 | 27 896 | 27 900 |

### Démographie depuis 2015
En 2022, le canton comptait 38 492 habitants, en évolution de +3,93 % par rapport à 2016 (Seine-Maritime : +0,35 %, France hors Mayotte : +2,11 %).
| 2013   | 2018   | 2022   |
| ------ | ------ | ------ |
| 36 638 | 38 063 | 38 492 |